# Perrecy-les-Forges
 Perrecy-les-Forges  es una comuna y población de Francia, en la región de Borgoña, departamento de Saona y Loira, en el distrito de Charolles y cantón de Toulon-sur-Arroux.
Está integrada en la Communauté urbaine Le Creusot-Montceau-les-Mines .

## Demografía
| 1 354 | 1 352 | 1 412 | 1 734 | 1 981 | 2 025 | 1 921 | 1 805 | 1 729 | 1 809 | 1 821 | 1 694 | 1 774 | 1 893 | 1 993 | 1 914 | 1 956 | 1 834 | 1 892 | 1 871 | 1 703 | 1 782 | 1 718 | 1 510 | 1 601 | 2 014 | 2 169 | 2 146 | 2 175 | 2 205 | 2 023 | 1 823 | 1 715 |
| Para los censos de 1962 a 1999 la población legal corresponde a la población sin duplicidades (Fuente: INSEE [Consultar]) |       |       |       |       |       |       |       |       |       |       |       |       |       |       |       |       |       |       |       |       |       |       |       |       |       |       |       |       |       |       |       |       |